# Kim Kashkashian
Kim Kashkashian (Detroit, 31 agosto 1952) è una violista statunitense.

## Carriera
Kim Kashkashian ha studiato con Karen Tuttle ed ha frequentato l'Interlochen Center for the Arts. Ha vinto il secondo premio alla Lionel Tertis International Viola Competition del 1980 e la ARD International Music Competition a Monaco Ha registrato oltre trenta incisioni di composizioni classiche e contemporanee, lavorando assieme a Gidon Kremer e Yo-Yo Ma, ai Wiener Philharmoniker e a Nikolaus Harnoncourt. 
Nel 1991 è una musicista nel film Germania nove zero.
Nel 1995 Kashkashian è la solista di viola nella colonna sonora di Eleni Karaindrou per il film Ulysses' Gaze. 
Al Teatro alla Scala di Milano nel 1999 esegue Replica di Peter Eötvös con la Filarmonica della Scala diretta dal compositore trasmessa da Retequattro.
I suoi album hanno ottenuto importanti riconoscimenti, come l'Edison Prize (1999), il Premio Cannes per la musica da camera (2000) e il Grammy Award per la migliore incisione di musica classica per strumento solo (2013)
Kashkashian ha commissionato composizioni per viola, come Two Hands per viola e percussioni, composto da Ken Ueno nel 2009.
Kashkashian insegna presso il Conservatorio del New England. Precedentemente ha insegnato a Friburgo e a Berlino. Tra i suoi studenti vi sono stati Julia Rebekka Adler, Sheila Browne, Lim Soon Lee e Diemut Poppen.

## Discografia parziale
- Mozart: Divertimento, K. 563 in E-Flat Major - Gidon Kremer/Kim Kashkashian/Yo-Yo Ma, 1985 Sony
- Mozart, Duos for Violin and Viola - Gidon Kremer/Kegelstatt Trio/Kim Kashkashian/Valery Afanassiev, 1985 Deutsche Grammophon
- Mozart, Conc. vl. n. 1-5/Sinf. conc. K. 364 - Kremer/Harnoncourt/Kaskashian, 1983/1987 Deutsche Grammophon
- Fauré, Piano Quartet & Piano Trio - Beaux Arts Trio & Kim Kashkashian, 1988 Philips
- Paul Hindemit: Sonatas for Viola/Piano and Viola alone - Kim Kashkashian/Robert Levin, 1988 ECM
- Shostakovich: Quartet No. 15 - Gubaidulina: Rejoice! - Daniel Phillips/Gidon Kremer/Kim Kashkashian/Yo-Yo Ma, 1989 SONY BMG/CBS
- Bach, 3 Sonaten für Viola da Gamba und Cembalo - Kim Kashkashian/Keith Jarrett, 1994 ECM
- Kurtág & Schumann, Hommage À R. Sch. - Eduard Brunner/Kim Kashkashian/Robert Levin, 1995 ECM
- Eleni Karaindrou, Ulysse's Gaze - Musiche per il film omonimo di Theo Angelopoulos, 1995 ECM
- Asturiana - Songs from Spain and Argentina - Kim Kashkashian & Robert Levin, 2007 ECM
- Neharót, Kim Kashkashian - 2009 ECM
- Kurtag & Ligeti, Music for Viola - Kashkashian, 2012 ECM Records - Grammy Award for Best Classical Instrumental Solo 2013